# Gouwenaerbåen
Gouwenaerbåen är ett 10 meter långt sandgrund eller rev sydöst om Eggøya, på Jan Mayens sydkust. Det har fått sitt namn efter den nederländske sjöfararen Jacob de Gouwenaer, som var skeppschef på den Orangienboom 1614. Han var den första som upptäckte ön (även om han följdes av en annan nederländsk expedition, liksom en fransk en samma år). Hans namn var ursprungligen kopplat till Rekvedbukta.